# Hye Mi
Hye Mi é um nome coreano. O seu significado depende do hanja utilizado para escrever cada sílaba do nome. Há 16 para a leitura de ''Hye'' e 33 para a leitura de ''Mi'' dentro da lista oficial de hanja do governo sul-coreano
Pessoas com o mesmo nome:
- Kang Hye Mi (1974) - Jogadora de voleibol sul-coreana.
- Woo Hye Mi (1988) - Cantora sul-coreana
- Kim Hye Mi (Hyemi) (1990) - Cantora sul-coreana, integrante do Fiestar
- Pyo Hye Mi (1991) - Cantora sul-coreana, integrante do Nine Muses

Personagens fictícios com o mesmo nome:
- Go Hyemi, da série sul-coreana Dream High